# 7e cérémonie des British Academy Film Awards
Pour la cérémonie des BAFTAs récompensant la télévision, voir la 1re cérémonie des British Academy Television Awards.
La 7e cérémonie des British Academy Film Awards, organisée par la British Academy of Film and Television Arts, s'est déroulée en 1954 et a récompensé les films sortis en 1953.

## Palmarès

### Meilleur film - toutes provenances
- Jeux interdits
  - Les Ensorcelés (The Bad and the Beautiful)
  - Reviens petite Sheba (Come Back, Little Sheba)
  - La Mer cruelle (The Cruel Sea)
  - Deux Sous d'espoir (Due soldi di speranza)
  - Tant qu'il y aura des hommes  (From Here to Eternity)
  - Geneviève (Genevieve)
  - Le Fond du problème (The Heart of the Matter)
  - Jules César (Julius Caesar)
  - Les Kidnappers (The Kidnappers)
  - Lili
  - The Medium (Il medium)
  - Mogambo
  - Moulin rouge
  - Nous sommes tous des assassins
  - Le Petit Monde de don Camillo
  - Vacances romaines (Roman Holiday)
  - L'Homme des vallées perdues (Shane)
  - Le soleil brille pour tout le monde (The Sun Shines Bright)

### Meilleur film britannique
- Geneviève (Genevieve)
  - La Mer cruelle (The Cruel Sea)
  - Le Fond du problème (The Heart of the Matter)
  - Les Kidnappers (The Kidnappers)
  - Moulin Rouge

### Meilleur acteur
- Meilleur acteur britannique :
  - John Gielgud pour le rôle de Cassius dans Jules César (Julius Caesar)
    - Jack Hawkins pour le rôle d'Ericson dans La Mer cruelle (The Cruel Sea)
    - Kenneth More pour le rôle d'Ambrose Claverhouse dans Geneviève (Genevieve)
    - Trevor Howard pour le rôle de Scobie dans Le Fond du problème (The Heart of the Matter)
    - Duncan Macrae pour le rôle de Jim MacKenzie  dans Les Kidnappers (The Kidnappers)

- Meilleur acteur étranger :
  - Marlon Brando pour le rôle de Marc Antoine dans Jules César (Julius Caesar)
    - Spencer Tracy pour le rôle de Clinton Jones dans The Actress
    - Claude Laydu pour le rôle du curé d'Ambricourt dans Journal d'un curé de campagne
    - Marcel Mouloudji pour le rôle de René Le Guen dans Nous sommes tous des assassins
    - Eddie Albert pour le rôle d'Irving Radovich dans Vacances romaines (Roman Holiday)
    - Gregory Peck pour le rôle de Joe Bradley dans Vacances romaines (Roman Holiday)
    - Van Heflin pour le rôle de Joe Starret dans L'Homme des vallées perdues (Shane)

### Meilleure actrice
- Meilleure actrice britannique :
  - Audrey Hepburn pour le rôle de la Princesse Ann "Anya Smith" dans Vacances romaines (Roman Holiday)
    - Celia Johnson pour le rôle de Maud St James dans Capitaine Paradis (The Captain's Paradise)

- Meilleure actrice étrangère :
  - Leslie Caron pour le rôle de Lili Daurier dans Lili
    - Shirley Booth pour le rôle de Lola Delaney dans Reviens petite Sheba (Come Back, Little Sheba)
    - Maria Schell pour le rôle de Helen Rolt dans Le Fond du problème (The Heart of the Matter)
    - Mala Powers pour le rôle de Madame Flora dans The Medium

### Meilleur film documentaire
- La Conquête de l'Everest (The Conquest of Everest)
  - Pictures of the Middle Ages (Images Medievales)
  - Les Oiseaux aquatiques (Water Birds)
  - Kumak, the Sleepy Hunter
  - Mille Miglia
  - World Without End
  - Operation Hurricane
  - Teeth of the Wind
  - Crin-Blanc
  - Life in the Arctic (Vo l'dakh okeana)

### Film Special Awards
- Sports et transports! (The Romance of Transportation in Canada) – Colin Low
  - The Figurehead
  - Full Circle
  - Johnny on the Run – Lewis Gilbert
  - Little Boy Blew
  - Moving Spirit
  - The Dog and the Diamonds – Ralph Thomas
  - The Pleasure Garden – James Broughton

### United Nations Awards
- World Without End
  - Johnny on the Run
  - Teeth of the Wind

### Certificate of Merit
Nouvelle catégorie.
- The Queen is Crowned, AConquest of Everest
  - Thomas Stobart
  - Elizabeth is Queen

### Meilleur nouveau venu dans un rôle principal
Récompense les jeunes acteurs dans un rôle principal.
- Norman Wisdom pour le rôle de Norman dans Le Roi de la pagaille (Trouble in Store)
  - Colette Marchand pour le rôle de Marie Charlet dans Moulin Rouge

## Récompenses et nominations multiples

### Nominations multiples
Films
4 : Vacances romaines, Le Fond du problème
3 : Jules César, La Mer cruelle, Geneviève, Les Kidnappers, Moulin rouge
2 : Reviens petite Sheba, Nous sommes tous des assassins, L'Homme des vallées perdues, The Medium, Lili, World Without End, Teeth of the Wind, Johnny on the Run
Personnalités
Aucune

### Récompenses multiples
Légende : Nombre de récompenses/Nombre de nominations
Films
2 / 3 : Jules César
Personnalités
Aucune

### Le grand perdant
0 / 4 : Le Fond du problème